# Lytocarpia brevirostris
Lytocarpia brevirostris är en nässeldjursart som först beskrevs av Busk 1852.  Lytocarpia brevirostris ingår i släktet Lytocarpia och familjen Aglaopheniidae. Inga underarter finns listade i Catalogue of Life.